# Vitkindad todityrann
Vitkindad todityrann< (Poecilotriccus albifacies) är en fågel i familjen tyranner inom ordningen tättingar.

## Utbredning och systematik
Fågeln förekommer i sydöstra Peru (södra Madre de Dios och angränsande nordöstra Cusco). Den behandlas som monotypisk, det vill säga att den inte delas in i några underarter.

## Status
Trots det begränsade utbredningsområdet och att den tros minska i antal anses beståndet vara livskraftigt av internationella naturvårdsunionen IUCN.